# Лос (Нор)
Лос (фр. Loos) — коммуна во Франции, регион О-де-Франс, департамент Нор, округ Лилль, кантон Лилль-6. Пригород Лилля, примыкает к нему с юго-запада.
Население (2017) — 22 233 человека.

## Достопримечательности
- Здание мэрии с беффруа в неофламандском стиле 1880—1884 годов
- Церковь Богоматери Благодатной (Notre-Dame-de-Grâce) 1883 года
- Церковь Святой Анны начала XX века, сильно пострадавшая от пожара в 2007 году
- Бывшее цистерцианское аббатство Нотр-Дам, сейчас здание тюрьмы
- Шато Ланда XVI века

## Экономика
Лос известен своим оригинальным голландским женевером (можжевёловой водкой).
Структура занятости населения:
- сельское хозяйство — 0,1 %
- промышленность — 12,8 %
- строительство — 4,0 %
- торговля, транспорт и сфера услуг — 32,8 %
- государственные и муниципальные службы — 50,3 %

Уровень безработицы (2017) — 18,5 % (Франция в целом — 13,4 %, департамент Нор — 17,6 %). 

Среднегодовой доход на 1 человека, евро (2017) — 18 020 (Франция в целом — 21 110, департамент Нор — 19 490).

## Демография
Динамика численности населения, чел.

## Администрация
Пост мэра Лоса с 2014 года занимает Анн Вуатюрье (Anne Voituriez). На муниципальных выборах 2020 года возглавляемый ею центристский список победил в 1-м туре, получив 51,08 % голосов.
| Период | Период | Фамилия           | Партия                                                              | Примечания                                     |
| ------ | ------ | ----------------- | ------------------------------------------------------------------- | ---------------------------------------------- |
| 1945   | 1980   | Эжен Авине        | Французская секция Рабочего Интернационала, Социалистическая партия | фармацевт                                      |
| 1980   | 1992   | Жорж Дюпон        | Социалистическая партия                                             | член Совета региона Нор-Па-де-Кале             |
| 1992   | 2014   | Даниэль Ронделаэр | Социалистическая партия                                             | учитель, член Генерального совета департамента |
| 2014   |        | Анн Вуатюрье      | Разные центристы                                                    | адвокат, вице-президент метрополии Лилль       |

## Города-побратимы
- Гезеке, Германия

## Галерея

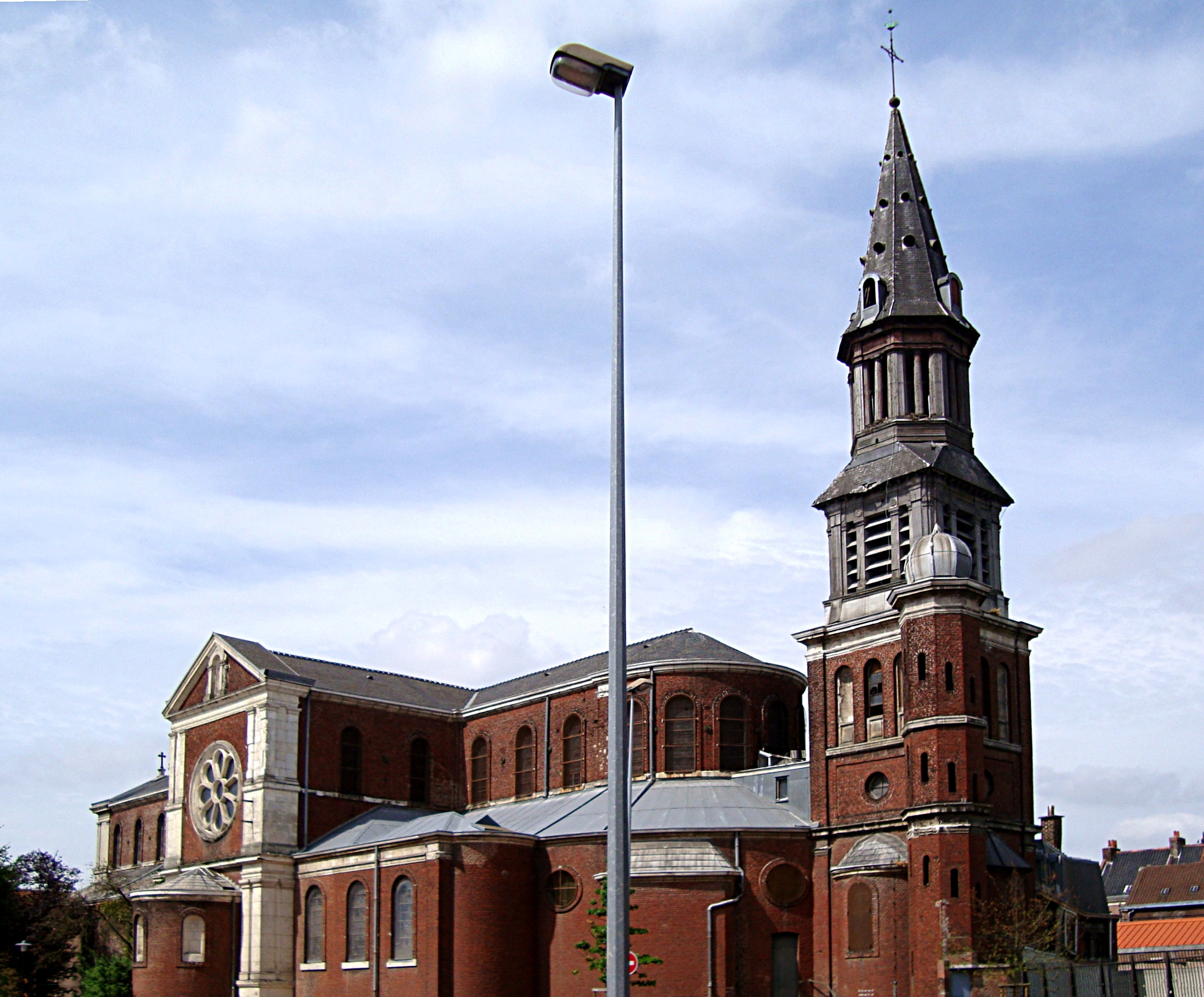
Церковь Богомари Благодатной
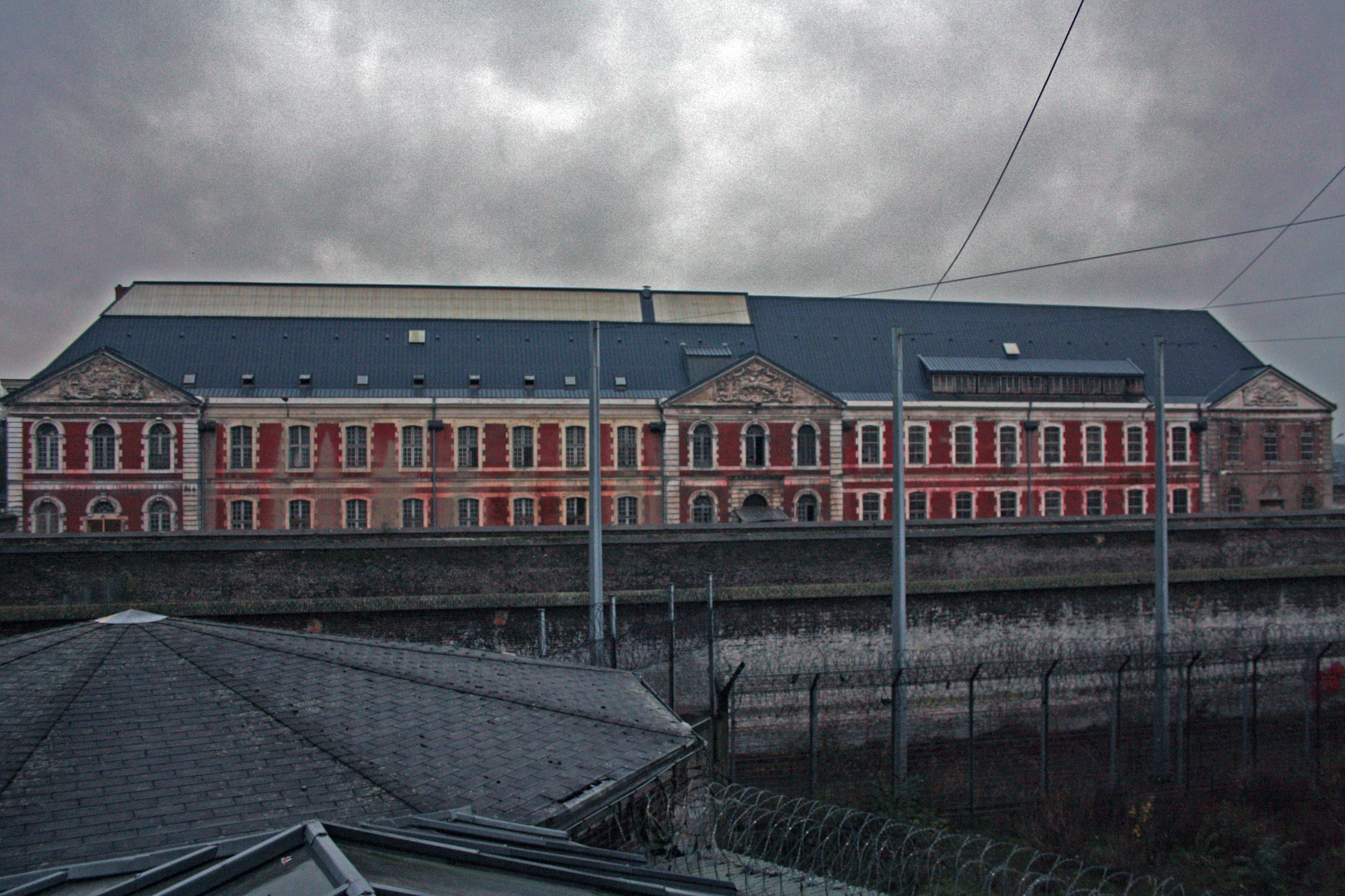
Бывшее аббатство Нотр-Дам, ныне — тюрьма
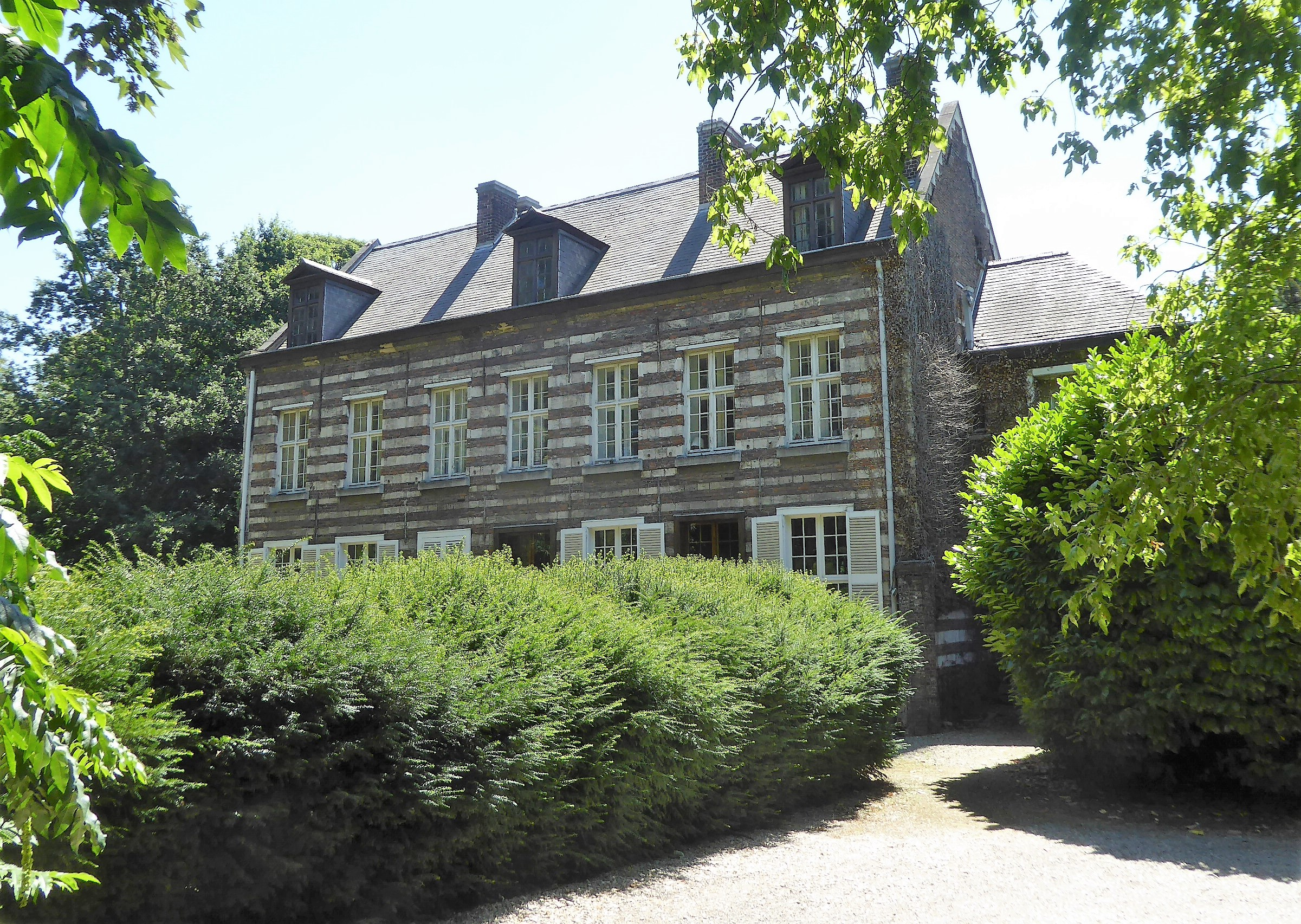
Шато Ланда
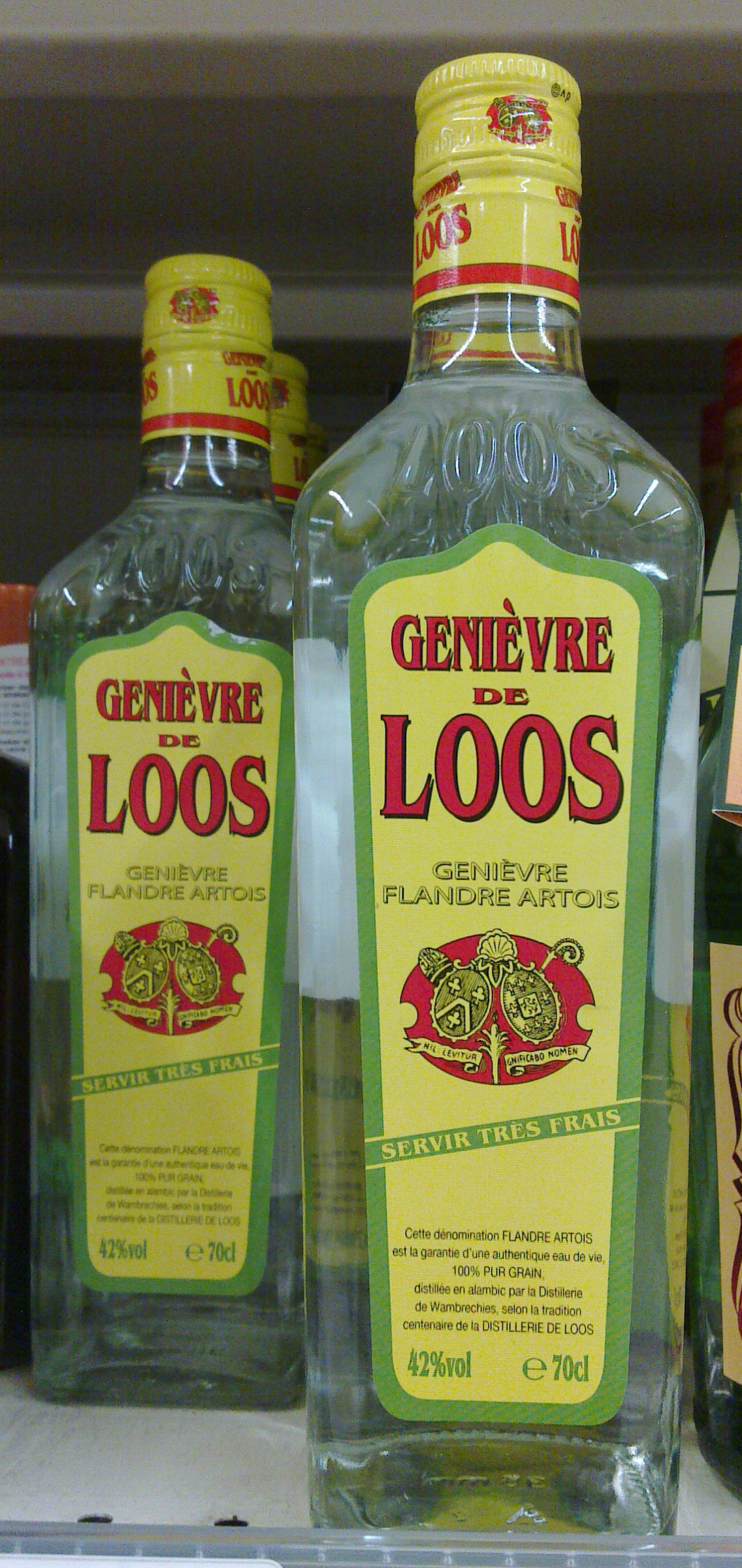
Женевер Лос

1. 1 2  база данных о французских коммунах — Национальный географический институт Франции, 2015.